# Румянцева, Майя Александровна
Майя Александровна Румянцева (1928—1980) — советская поэтесса.
Член Союза писателей СССР.

## Биография
Родилась 27 декабря 1928 года в Москве.
После окончания пятого класса, когда началась Великая Отечественная война, Майя стала работать и продолжать образование в школе рабочей молодежи. Трудилась грузчицей, лаборанткой, мелиоратором. По окончании школы училась в Тимирязевской академии, затем — в Литературном институте имени А. М. Горького.
В 1957 году появились её первые стихи в газете «За родину» Прибалтийского военного округа. Затем публиковалась в журналах «Смена», «Крестьянка», «Подъём» и других. В 1961—1966 годах Майя Румянцева жила в Липецке, где в 1962 году вышел её первый сборник стихов «Грузчица». Здесь она возглавляла Липецкую писательскую организацию. С 1967 года поэтесса жила в Тамбове — с 1968 года и до конца жизни была ответственным секретарем Тамбовской областной писательской организации.
Умерла 21 марта 1980 года от последствий ушиба падения с лестницы. Похоронена в Тамбове на Воздвиженском кладбище..
Была награждена орденами Дружбы народов и «Знак Почёта», а также медалями, в числе которых «За доблестный труд». Удостоена звания лауреата областной премии имени Зои Космодемьянской.

## Некоторые книги
- Грузчица: стихи. — Липецк: Кн. изд-во, 1962. — 41 с.
- Дымок: стихи для детей. — Липецк: Кн. изд-во, 1963. — 16 с.
- Девичья фамилия: стихи. — М.: Молодая гвардия, 1964. — 78 с.
- Чайка: стихи. — М.: Правда, 1965.
- Доверие: стихи. — Воронеж: Центр.-Чернозём. кн. изд-во, 1966. — 80 с.
- Твоё имя…. — М.: Советская Россия, 1969. — 79 с.
- Размах: стихи разных лет. — М.: Современник, 1971. — 95 с.
- Война: стихи и поэма. — Воронеж: Центр.-Чернозём. кн. изд-во, 1972. — 95 с.
- Характеры: стихи. — Воронеж: Центр.-Чернозём. кн. изд-во, 1977.
- Дорога, встреча, любовь…: кн. стихов. — М.: Современник, 1978. — 159 с.

Посмертно были изданы её сборники стихов — «Встречи и разлуки» (1991), «Раскрепощённость» (2002), «Неоткрытая глубина» (2006).